# Format (명령어)
format은 MS-DOS에 포함된 디스크 포맷 프로그램 파일이다. 디스크를 처음 구입한 경우 디스크에는 파일 시스템이 구성되어 있지 않으므로, MS-DOS가 인식할 수 있는 파일 시스템을 디스크에 구성하는 역할을 한다. 또한 이미 디스크에 구성되어 있는 파일시스템의 색인을 모두 지우고 논리적 형태를 재구성 하고자 할 경우에도 사용할 수 있다. 일부 MS-DOS 버전의 Format은 시스템 파일을 복사하는 기능도 가지고 있다.

## 같이 보기
- 디스크 포맷